# Villentrois-Faverolles-en-Berry
Villentrois-Faverolles-en-Berry is een gemeente in het Franse departement Indre in de regio Centre-Val de Loire. De plaats maakt deel uit van het arrondissement Châteauroux. Villentrois-Faverolles-en-Berry is op 1 januari 2019 ontstaan door de fusie van de gemeenten Faverolles-en-Berry en Villentrois.

## Geografie
De oppervlakte van Villentrois-Faverolles-en-Berry bedroeg op 1 januari 2022 73,79 vierkante kilometer; de bevolkingsdichtheid was toen 11,9 inwoners per km².

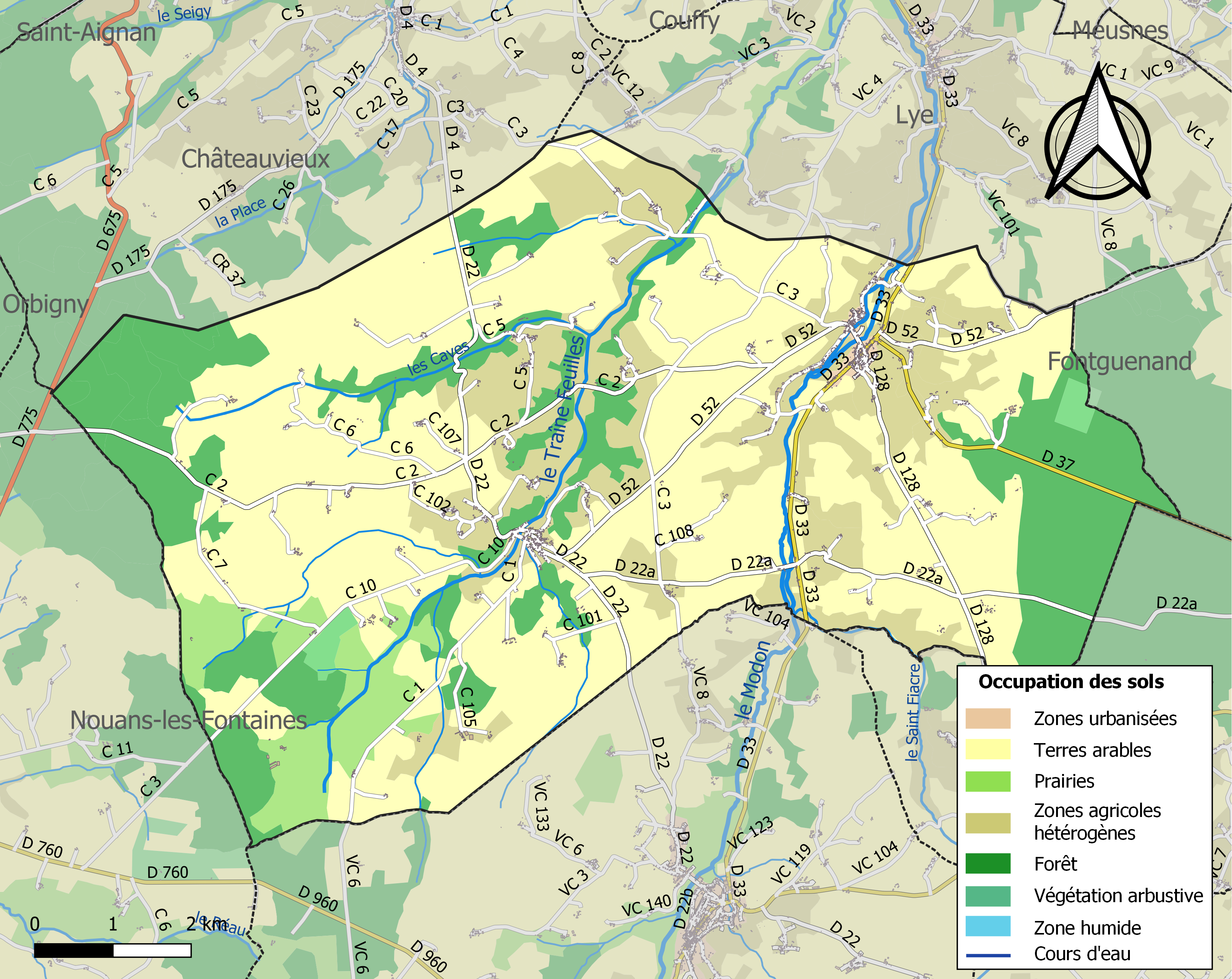
Kaart van de gemeente met de belangrijkste infrastructuur, bodemgebruik en omliggende gemeenten